# Јадран (ТВ станица)
ТВ Јадран је хрватска комерцијална телевизијска станица овлашћена за емитовање цјелодневног програма на подручју Сплитско-далматинске жупаније. Гледана је још и у граничним дијеловима двају далматинских и трију херцеговачких жупанија.
Почела је са радом након добијања концесије за емитовање телевизијског програма, у јануару 2004. године. Област гледаности се простире дуж јадранске обале од Водица, у Шибенско-книнској жупанији, до Метковића, у Дубровачко-неретванској жупанији. Емитује преко земаљских емитера на каналима 43, 62, 64 и 66 УХФ подручја. Канал 43 се емитује са емитера на Марјану.
Концепцију свог програма ТВ Јадран темељи у првом реду на информативном програму, али и на емисијама из подручја политике, културе, спорта, привреде, забаве итд. 
Најпознатије емисије ове телевизије су вијести, „Јутарња ћакула“, спортска емисија „Тајмаут“, емисија о пољопривреди „Агросвијет“, емисија социјалне тематике „Ћакула кроз живот“, итд.